# جامع اللخمي
جامع اللخمي هو من بين أكبر الجوامع في صفاقس و سمي نسبة إلى الشيخ أبو الحسن اللخمي.

## الموقع
يقع الجامع قبالة باب الجبلي و بين طريقي الأفران شرقا و العين غربا و شارع الشهداء جنوبا.

## العمارة
يتضمن الجامع مئذنة و بيت صلاة مربعة الشكل و طول ضلعها 45.8 متر و جملة مساحتها 2097.64 متر مربع. تحتوي بيت الصلاة على 112 عمودا و بين كل عمودين 4.2 متر. أما قبة جامع اللخمي فتقع أمام المحراب و بها عدة نقوش مغربية أندلسية الأصل. لبيت الصلاة تسعة أبواب مزخرفة و تطل على صحن مساحته 1923.6 متر مربع و في وسطه نافورة و مزولة لتحديد أوقات الصلوات.